# 乌布苏盆地生物圈保护区

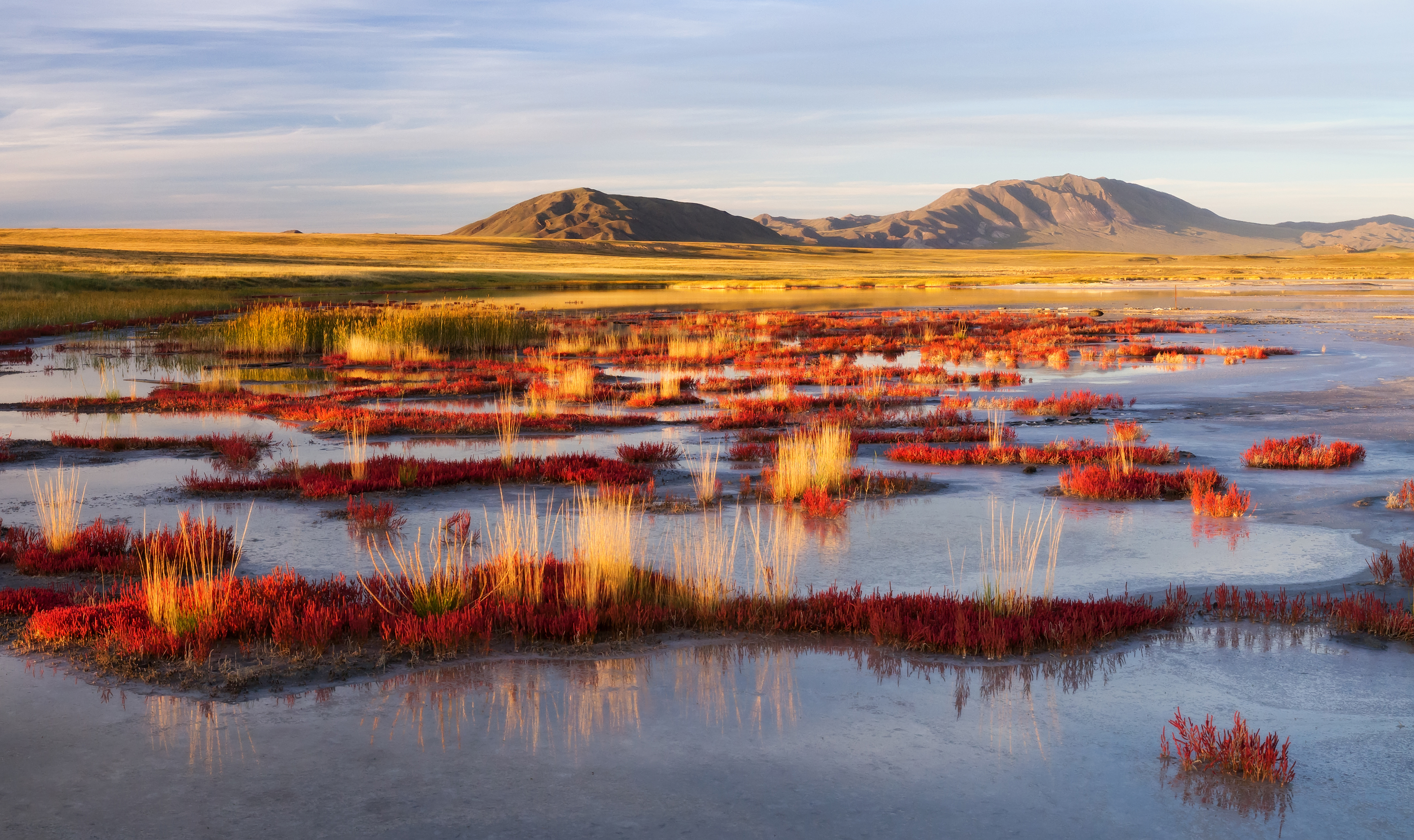
乌布苏盆地生物圈保护区

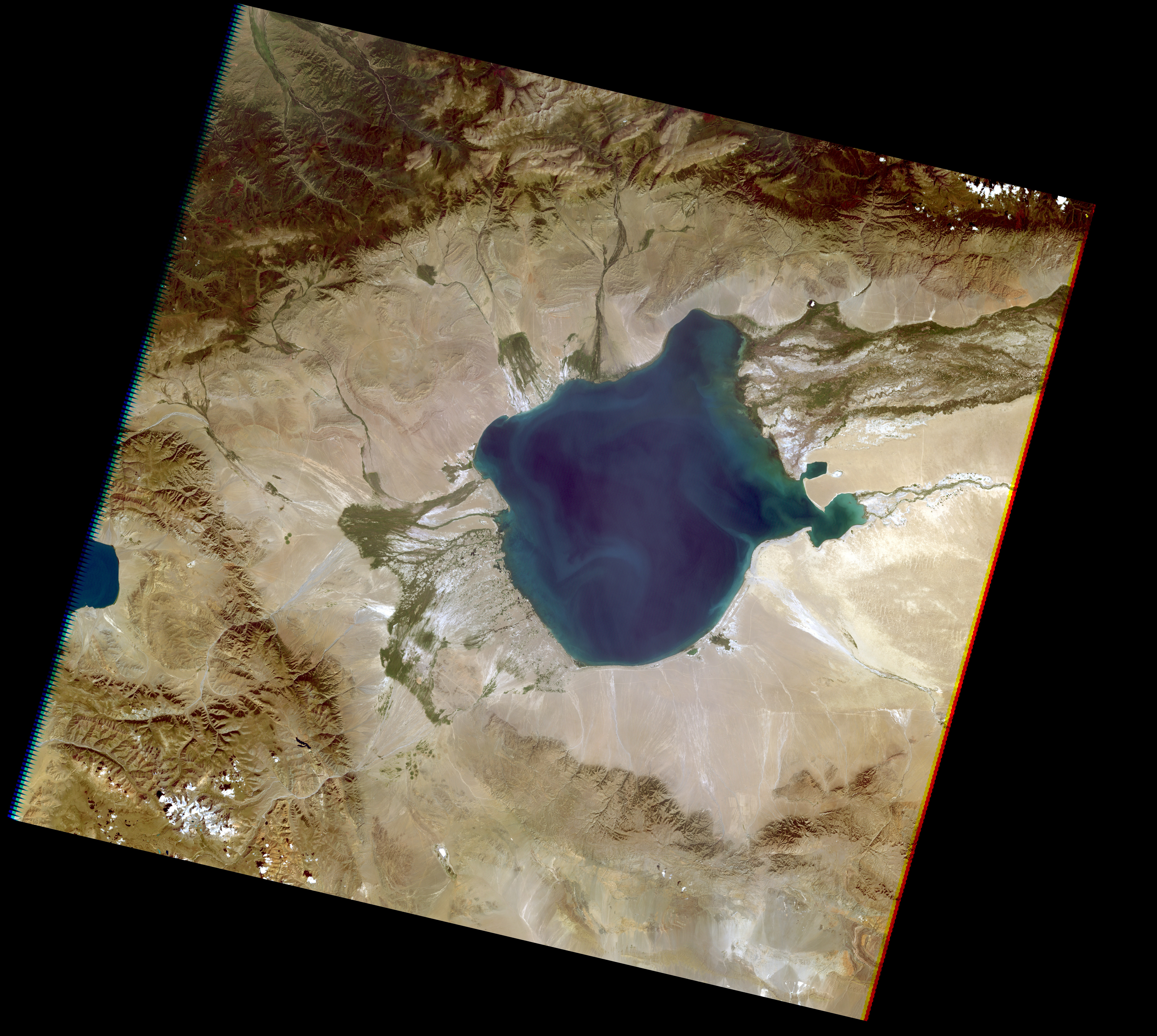
近期從衛星拍攝的乌布苏盆地

乌布苏盆地生物圈保护区（俄语：Убсунурская котловина）為一個山間谷地，位於蒙古国與俄罗斯图瓦共和国領土邊界處。處於唐努烏拉山脈與阿尔泰山脉之間 ，被擠壓抬高成窪地。世界上最北端的沙漠與最南端的凍原相遇於此。

## 歷史
乌布苏盆地以「中亞之中，廣大且完整的流域之一，歷史上著名的遊牧民族：斯基泰人、突厥人、匈人的墳墓與遺跡多達40000個」，於1995年被提名入選為俄羅斯的第二個世界遗产（第一個是科米原始森林）。圖瓦共和國和蒙古國共同提交此一提名，內容包含75,000平方公里的森林和草原以及相關的文化和自然遺產。與此提案一起提出的其他地區還有：
- 科米原始森林，位於俄羅斯西邊（32,000平方公里）。
- 堪察加半島，擁有獨特的森林、富有鮭魚的河流與一些火山 （472,300平方公里）。
- 西伯利亚阿尔泰山脉中的鄂畢河源頭（65,000平方公里的山區生態系統）。
- 维戈泽罗囯家公园（英语：Vodlozero National Park）（维戈泽罗湖），歐洲最大的完整濕地與古老的寒帶針葉林（10,000平方公里）[3]。

乌布苏盆地保护区於1998年授予國際生物圈保护区的地位，保護區包含著俄羅斯最大且完整的西伯利亞紅松與西伯利亚冷杉為主的生態系統，作為保護南西伯利亞荒原的一個行動。

## 生態環境
盆地位於蒙古国與俄罗斯的交界，也是多個生態系統的交叉點。面積10,688平方（4,127平方英里）。地貌有冰川、北方針葉林、荒漠、凍原、亞高山草甸。還有森林草原，無樹草原，半干旱沙漠和不斷變化的沙丘。這是一個多樣化的自然棲息地，歐洲－西伯利亞、中亞－蒙古之間的動植物在這裡相互作用。
由於它位於歐洲 - 西伯利亞和中亞 - 蒙古地區的交界處，這些動植物在中緯度地區有很高的生物多樣性。這里居住著高山或苔原物種如雪豹、西伯利亞狍、阿尔泰雪鸡；針葉林物種如馬拉赤鹿、歐亞猞猁、貂熊；草原物種如蒙古百灵、蓑羽鹤和長尾松鼠；荒漠物種如鸨和子午沙鼠；還有359種鳥類。由於這裡是保護區，因此可以找到在其他地區滅絕的物種。

## 人口

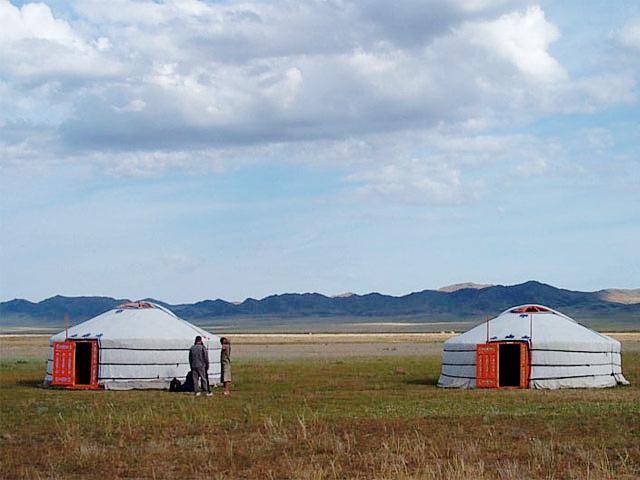
蒙古包

乌布苏盆地人口密度很低，主要為遊牧的图瓦人與住在蒙古包的養牛人。缺乏工業及仰賴遊牧的傳統農業型態對地理景觀影響小，使生態系統保持相對原始的狀態。

## 外部連結
- Uvs Nuur Basin（页面存档备份，存于）